# Альберто (маркіз Гаві)
Альберто (*д/н — 1047) — середньовічний військовий та державний діяч Італійського королівства, маркграф Східної Лігурії, маркіз Гаві, капітан Корсики. Відомий також як Альберто (Адальберто) III.

## Життєпис
Походив з роду Обертенгів, гілки Адальбертіні. Старший син Альберто II, маркграфа Мілану. Перша письмова згадка про нього відноситься до 1000 року, коли здійснив пожертви якомусь монастиреві в Луніджані. 1002 року успадкував від батька титул маркграфа (маркіза), замок Гаві на півночі Лігурії, володіння в Луніджані (Східна Лігурія), зокрема сеньйорію Масса, Верзілію (область між Луккою і Каррарою).
1012 року спільно з сином Вільгельмом, здійснив перший похід до північної Корсики, де боровся проти місцевих баронів. У 1015 році на заклик папи римського Бенедикта VIII рушив на визволення острова Корсика від загонів денійського еміра Муджахіда аль-Амірі. При цьому дістав відповідні повноваження від папи римського, що вважав себе сеньйором Корсики. Посада достемено невідома: за різними відомостями капітан, тутор (захисник) або префект.
Йому з військом допоміг двоюрідний брат Альберто Аццо I, маркграф Мілану. У 1016 році зумів звільнити південну Корсику від мусульман. Слідом за цим мусив боротися проти впливового роду Корсиканських Колонна, графів Чінарка, який було переможено 1020 року.
У 1029 році мусив знову протистояти арабському вторгненню. Боровся проти піратських нападів до середини 1030-х років. Помер 1047 року. Йому спадкував у Гаві син Альберто Руфо, а Массі — син Вільгельм.